# Josef Trumpeldor
Josef Trumpeldor, hebr. יוסף טרומפלדור, ros. Иосиф Трумпельдор (ur. 1 grudnia 1880, zm. 1 marca 1920) – syjonistyczny aktywista, znany ze współudziału w organizacji Legionu Żydowskiego walczącego po stronie Brytyjczyków w czasie I wojny światowej i z pomocy w imigracji żydowskiej do Palestyny.

## Młodość
Urodził się w Piatigorsku w Rosji. Jego ojciec, Wulf Trumpeldor, weteran wojny kaukaskiej, jako „użyteczny Żyd” otrzymał prawo osiedlenia się poza obszarem wyznaczonym dla Żydów (strefa osiedlenia – ros. Черта оседлости). Josef Trumpeldor uczył się na dentystę, ale w 1902 roku wstąpił na ochotnika do rosyjskiej armii. W czasie wojny rosyjsko-japońskiej brał udział w bitwie o Port Arthur, podczas której stracił lewą rękę, dostał się do niewoli, a także został odznaczony czterokrotnie za odniesione rany. To sprawiło, że stał się najwięcej razy odznaczanym żydowskim żołnierzem w Rosji. W 1906 roku jako jeden z pierwszych Żydów w armii carskiej uzyskał oficerskie szlify.

## I wojna światowa
W 1911 roku wyemigrował do Palestyny, wówczas części Imperium Osmańskiego, przez pewien czas mieszkając w kibucu Deganja. Gdy wybuchła I wojna światowa, wyjechał do Egiptu, gdzie wraz z Władimirem Żabotyńskim stworzył ideę Legionu Żydowskiego. Tzw. Korpusy Mułów Syjonu powstały w 1915, stając się pierwszymi regularnymi oddziałami całkowicie żydowskimi od blisko 2 tysięcy lat. Trumpeldor brał udział w bitwie o Gallipoli, gdzie został ranny w ramię. Legion Żydowski pozostał tam przez całą kampanię, a potem został rozwiązany, krótko po przemieszczeniu żołnierzy do Wielkiej Brytanii.

## Polityczna działalność
Po powrocie do Rosji w 1918, Trumpeldor założył organizację młodzieżową He-Chaluc, przygotowującą imigrację do Palestyny (alija). Potem sam wrócił do Palestyny, będącej już brytyjskim terenem mandatowym. Trumpeldor był jednym z założycieli tamtejszego ruchu syjonizmu socjalistycznego.

## Śmierć i upamiętnienie

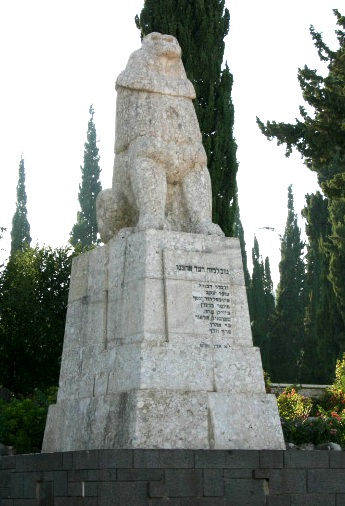
Pomnik Trumpeldora w Tel Chaj

W 1920 roku, młodzieżowa organizacja paramilitarna Ha-Szomer Ha-Cair poprosiła Trumpeldora o pomoc w zorganizowaniu obrony osad żydowskich w północnej Galilei. Trumpeldor zgodził się i został dowódcą obrony Tel Chaj. Tam zginął w czasie potyczki z Arabami. Po śmierci stał się symbolem żydowskiej samoobrony, a dzień jego pamięci, 11 adar, jest obchodzony corocznie w Izraelu. Szczególnie popularne stały się jego ostatnie słowa: „Nieważne, dobrze jest umrzeć za nasz kraj” (hebr. ‏אֵין דָּבָר, טוֹב לָמוּת בְּעַד אַרְצֵנוּ‎ Ejn dawar, tow lamut be’ad arcenu). Został uznany za bohatera zarówno przez lewicowych, jak i prawicowych syjonistów. Syjoniści rewizjonistyczni jego imieniem nazwali swój ruch młodzieżowy, Bejtar, podczas gdy lewicowy Ha-Szomer Ha-Cair upamiętnia Trumpeldora jako bohatera ruchu kibucowego. Miasto Kirjat Szemona („Miasto Ośmiu”) nazwane tak zostało na cześć Trumpeldora i jego siedmiu towarzyszy, którzy zginęli podczas obrony Tel Chaj.